# Padum
Padum (em hindi: पदम) é a maior aldeia e o centro administrativo do vale do Zanskar, no Ladaque, noroeste da Índia. Administrativamente pertence ao distrito de Cargil e ao tesil e bloco de Zanskar. Em 2000 tinha cerca de mil habitantes.
A aldeia situa-se a 3 670 metros de altitude, junto ao rio Tsarap (ou Lungnak), um dos principais braços do rio Zanskar, o qual toma esse nome a jusante da confluência do Tsarap com o Doda (ou Stod), situada a nordeste de Padum. Encontra-se 230 km a sudeste de Cargil, 78 km a sudeste do passo de montanha Pensi La (4 400 m de altitude), um dos poucos pontos de acesso do Zanskar, 32 km a sul de Zangla (distâncias por estrada) e pouco mais de 100 km em linha reta a sudoeste de Lé, que por estrada fica a 440 km. Devido à neve, a única estrada que liga o Zanskar com o resto do mundo só está aberta entre meados de junho e meados de outubro. No inverno, o único acesso a pé é através do leito gelado do rio Zanskar.
Deve o seu nome a Padmasambhava, o guru indiano que introduziu o budismo tântrico no Tibete no século VIII. No passado foi, juntamente com Zangla, uma das duas capitais do reino de Zanskar. O centro histórico da aldeia esitua-se abaixo da gompa e antigo palácio real (Khar), atualmente em ruínas, onde há dois grandes chortens acima dos antigos edifícios. Nos arredores de Padum há dois mosteiros budistas importantes: o de Bardan e o de Karsha.
A maioria dos habitantes, como no resto do Zanskar é de ascendência tibetana e segue o budismo tibetano. Há uma minoria significativa, que representa cerca de 40% da população e que é muçulmana, na sua maior parte de etnia balti, descendente de imigrantes que ali se instalaram no século XVII.